# Entreacto
Entreacto (Entr'acte) es una película francesa de 1924 que se encuentra entre las tres primeras películas del director de vanguardia francés René Clair (1898-1987).
Entreacto es una composición fílmica de clara vinculación dadaísta y surrealista en donde la construcción narrativa convencional del modo de representación clásico no tiene cabida. Así, las secuencias se van sucediendo una a otra sin aparente vinculación (ausencia de raccord).
Fuente de experimentación a su vez de las teorías acerca del ritmo en la composición cinematográfica desarrolladas por el propio René Clair, un siniestro y a la vez cómico cortejo fúnebre va acelerando el paso hasta que de repente, un féretro cae al suelo y el supuesto muerto sale del mismo vestido de prestidigitador y rompe el cartel que anuncia el final de la película.
Algunos sostienen que la película hace una alusión al poeta Arthur Cravan, sobre la base de la aparición de objetos como un cañón de guerra, el ballet, guantes de boxeo, un barco de papel, un muerto que desaparece, entre otros. Situaciones que estuvieron presentes en la vida del poeta-boxeador Cravan y en su misteriosa desaparición. 

## Reparto
- Jean Börlin: El cazador / El mago.

- Inge Frïss: La bailarina (como Mlle Frïss).

- Francis Picabia: El hombre que carga el camión.

- Marcel Duchamp: Jugador de ajedrez.

- Man Ray: Jugador de ajedrez (como Man-Ray).